# 中国麦克
余雷蒙（英語：Raymond Yu，1982年2月5日—），艺名中国麦克（China Mac），美国华裔说唱歌手、艺人、活动家和前帮派成员。

## 早年
他出生並成長於布魯克林的香港移民家庭。他在8歲時搬進了群體之家。于12岁加入鬼影帮。他在十幾歲的時候常在少年感化院和其他孩子一起比賽即興說唱。

## 职业生涯

### 2000–2013：监禁
2000年，18岁的麦克因与帮派有关的罪行被判三年监禁。
2003年11月9日，麦克在曼哈顿唐人街的一家酒吧与欧阳靖发生争执，他在那里向欧阳靖的熟人、说唱歌手克里斯托弗·路易（Christopher Louie）的背部开枪。麦克后来逃亡了一年多，在华盛顿州的西雅图被逮捕，当时他正试图用假护照离开该国。在狱中，Mac Ballers帮将他称为“China Mac”。他于2013年11月获得假释，并用他在监狱里积攒的钱创办了红钱唱片公司（Red Money Records）和宠物店。

### 2014年至今：音乐制作与行动主义
麦克因被指控违反假释规定而重返监狱，后在2017年被释放。随后他开始在他的YouTube频道China Mac TV上传视频，包括美食节目《Mac Eats》。
2017年，麦克发布专辑《MITM》。
2018年，麦克对利尔·庞普的单曲《Butterfly Doors》做出批判，该单曲使用了带有贬义的ching chong诽谤。
2019年，他推出EP《阴阳》。同年，麦克与Tali Goya一起发行了中文-西班牙语唱片。
2020年7月，在美国COVID-19大流行期间，反亚裔仇恨犯罪上升，一位89岁的华人老妇在布鲁克林本森赫斯特遭到殴打和纵火。2020年8月1日，麦克和演员威尔·莱克斯·汉姆（Will Lex Ham）在该社区组织了一场游行，以提高人们对反亚裔仇恨犯罪的认识。他们以“我们烧不尽（They Can't Burn Us All）”为战斗口号，后转变为“所有人团结起来反对仇恨犯罪和种族主义”的全国性抗议活动。两人后来在洛杉矶和旧金山都举行了集会。这些活动吸引了数百人参与。
麦克的行动主义促使他在2020年10月30日发行了单曲《They Can't Burn Us All》。

## 个人生活
他的父亲是活跃于1980年代的美籍华人帮派飞龙帮的成员。